# Wind und Sterne
Wind und Sterne ist ein mehrteiliger Fernsehfilm (vier Folgen) aus dem Jahre 1987 mit Keith Michell, John Gregg, Erich Hallhuber, Jacques Penot und Barry Quinn in den Hauptrollen. Der Film beschäftigt sich mit den Reisen des James Cook und der Entdeckung Australiens.

## Handlung

### Teil 1
Die Handlung des Films setzt im Jahre 1768 ein, als die britische Admiralität den Botaniker Joseph Banks und den Marineoffizier James Cook beauftragt, eine Expedition in den Pazifischen Ozean durchzuführen. Dort sollen für die Royal Society astronomische Vermessungen durchgeführt werden. Trotz anfänglicher Rivalitäten zwischen Cook und Banks gestaltet sich deren Verhältnis während der Überfahrt zunehmend freundlicher. Doch auch als die Endeavour schließlich Tahiti erreicht, bleiben Konflikte nicht aus. Trotz der freundlichen Begrüßung durch die Eingeborenen zeigt sich, wie unterschiedlich doch die Wertvorstellungen von Europäern und Tahitianern sind. Zum Unglück der Mannschaft wird auch noch der Quadrant gestohlen.

### Teil 2
Im Jahre 1770 verlässt James Cook schließlich Tahiti, nicht jedoch ohne einen Einheimischen als Führer mitzunehmen. An der Küste von Neuseeland hingegen wird die Mannschaft von den Ureinwohnern feindselig empfangen. Überhaupt scheint es, als stünde die Reise von nun an unter keinem guten Stern: Der erste Leutnant erkrankt an Tuberkulose. Als die Endeavour endlich Neuholland (das spätere Australien) erreicht, sind die Kraftreserven der Mannschaft nahezu aufgebraucht. Zu allem Unglück kollidiert das Schiff schließlich mit einem Riff und kann nur mit Mühe wieder seetüchtig gemacht werden. Cook bleibt nichts anderes übrig, als im niederländischen Batavia eine Werft aufzusuchen. Dort grassiert jedoch die Malaria, so dass mehrere Besatzungsmitglieder, darunter der Schiffsarzt, daran erkranken und sterben. Trotz aller Schwierigkeiten gelingt es Cook jedoch, mit der Endeavour wohlbehalten England zu erreichen.

### Teil 3
Erfolg ruft immer auch Neider hervor. Von dieser Erfahrung bleibt James Cook nach seiner Rückkehr nach England nicht verschont. Trotz aller Ränkespiele gegen ihn wird er jedoch mit der Leitung einer neuen Expedition beauftragt. Dazu werden ihm die Resolution und die Adventure unterstellt. Während der Überfahrt wird Cook von einer Magenkrankheit heimgesucht, so dass sein Leben am seidenen Faden hängt. Nach einem kurzen Zwischenstopp auf Tahiti macht sich Cook daran, die Südpolregion zu erkunden. Als er schließlich in die Heimat zurückkehrt, lässt sich der gefeierte Entdecker von seiner resoluten Frau Elisabeth überreden, eine Stellung an Land anzunehmen. Doch den rastlosen Commander hält es nicht lange dort: Als die Admiralität ihm eine Expedition zur Entdeckung der Nordwestpassage anbietet, kann er nicht ablehnen, zumal er davor von König Georg III. persönlich zum Captain befördert worden war.

### Teil 4
Schon der Beginn von Cooks letzter Reise steht unter einem schlechten Stern: Der sonst so pedantische Kapitän begeht einen schweren Navigationsfehler und ist dementsprechend schlecht gelaunt. Dies geht natürlich auch an der Mannschaft nicht spurlos vorüber, die sich einem zunehmend jähzornigen Befehlshaber ausgesetzt sieht. Unter schweren Entbehrungen besegelt Cook die Küste Alaskas in der Hoffnung, endlich die Nordwestpassage zu finden. Da sich die Arbeit während des arktischen Winters und der damit einhergehenden starken Vereisung nicht sinnvoll fortsetzen lässt, sucht Cook Zuflucht auf Hawaii. Aufgrund zunehmender Konflikte zwischen Eingeborenen und Europäern wird er zur vorzeitigen Abreise gezwungen. Als während eines Sturmes das Rigg des Schiffes stark beschädigt wird, kehrt er trotzdem nach Hawaii zurück, um das Schiff notdürftig instand zu setzen. Die Eingeborenen erheben sich gegen ihn, und es kommt zu Auseinandersetzungen, in deren dramatischer Folge Cook erstochen wird.

## Kritiken
Der Film wurde vom Publikum ausgesprochen positiv aufgenommen. Gelobt wird vor allem die Tatsache, dass er sich sehr eng an der entsprechenden Fachliteratur orientiert.
Es existiert auch ein historischer Roman zu dem Thema, der von John Hooker aus dem Drehbuch des Films entwickelt wurde. Dieser erschien erstmals 1988 und erlebte bis 1990 mehrere Auflagen.

## Allgemeines
Für die Filmaufnahmen diente die 1978 nachgebaute Bounty (manchmal als Bounty III bezeichnet) als „Endeavour“. Sie liegt heute in Hongkong und ist noch seetüchtig.
Am 26. Januar 2009 erschien eine DVD-Version des Films. Sie umfasst insgesamt vier DVDs und ist der 16. Teil der ARD-DVD-Reihe „Große Geschichten“.